# Glandularia corymbosa
Glandularia corymbosa, cadpúnquel,  margarita punzó, es una especie botánica de planta con flor de la familia de las verbenáceas

## Distribución
Es endémica de Chile (Atacama), y de Argentina en la provincia de Buenos Aires, y es símbolo del partido de Saavedra. 
Su nombre común en idioma mapuche es cadpúnquel.

## Descripción
Es una herbácea semiperenne, con flores violetas azulinas, muy perfumadas, crece de 2 a 6 dm de altura. Está presente en los catálogos europeos de semillas

## Cultivo
Se propaga tanto por esqueje como por semilla.

## Taxonomía
Glandularia corymbosa fue descrita por (Ruiz & Pav.) N.O'Leary & P.Peralta y publicado en Darwiniana 45: 219. 2007.
Sinonimia
- Verbena corymbosa Ruiz & Pav.
- Zappania corymbosa (Ruiz & Pav.) Poir.	[3]